# Autichamp
Autichamp é uma comuna francesa na região administrativa de Auvérnia-Ródano-Alpes, no departamento de Drôme. Estende-se por uma área de 6,25 km². Em 2010 a comuna tinha 123 habitantes (densidade: 19,7 hab./km²).